# 11090 Попелін
11090 Попелін (11090 Popelin) — астероїд головного поясу, відкритий 7 лютого 1994 року.
Тіссеранів параметр щодо Юпітера — 3,416.